# Kliment Tarnowski

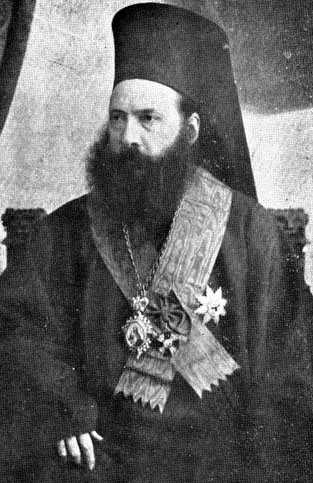
Kliment Tarnowski

Kliment Tarnowski (bulgarisch Климет Търновски), geboren als Wasil Nikolow Drumew (bulgarisch Васил Николов Друмев; * 1838, 1840 oder 1841 in Schumen, damals Osmanisches Reich; † 10. Julijul. / 23. Juli 1901greg. in Sofia) war ein bulgarischer Metropolit (Erzbischof) der Diözese Tarnowo, Schriftsteller, Politiker und zweimaliger Ministerpräsident.

## Leben

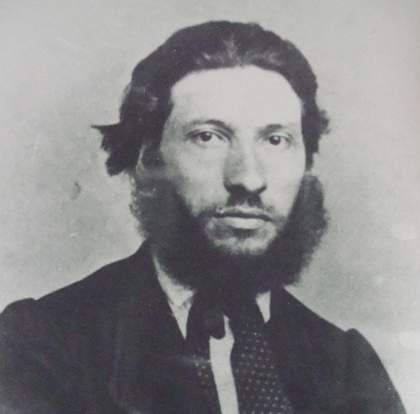
Wasil Drumew

### Revolutionär und Priester
Der Sohn eines Handwerkers absolvierte nach dem Schulbesuch das Priesterseminar Odessa. Bereits während des Studiums wurde er von den Ideen des Revolutionskämpfers Georgi Rakowski beeinflusst und trat 1861 der von diesem gegründeten Bulgarischen Legion bei. Als Kämpfer gegen die osmanische Besatzungsmacht war er auch ein enger Freund von Wassil Lewski, Stefan Karadscha und anderen Revolutionären.
Nachdem sich die Bulgarische Legion 1862 aufgelöst hatte, floh er nach Russland, wo er seine Ausbildung am Priesterseminar Kiew fortsetzte. 1869 ließ er sich in Brăila nieder. 1872 baute Drumew im Auftrag des Metropoliten von Tarnowo Ilarion Makariopolski das Priesterseminar in Ljaskowez auf. 1873 erfolgte seine Priesterweihe und bereits im folgenden Jahr seine Weihe zum Bischof unter dem Namen Kliment Branitski. Später wurde er Vertreter des Metropoliten von Tulcea. Als 1875 Ilarion Makariopolski plötzlich verstarb, übernahm Kliment zusätzlich die Leitung seiner Diözese.
In der turbulenten Zeit die darauf folgte, 1875 brach der Stara-Sagora-, 1876 der Aprilaufstand, 1877–1878 der russisch-osmanische Krieg aus, wurde kein Sultanserlass (Berât) für die Neueinsetzung eines Metropoliten ausgestellt. Als dann Bulgarien, als Folge des Krieges unabhängig wurde, geriet die Norddobrudscha mit Tulcea an Rumänien. Kliment wurde nun nur noch Bischof von Tarnowo mit dem Namen Kliment Tarnowski.
Nach der (eingeschränkten) Unabhängigkeit Bulgariens vom Osmanischen Reich am 8. Juli 1879 wurde er Rektor des Priesterseminars Peter und Paul von Ljaskowez. Kliment Tarnowski war einer der Autoren der am 16. April 1879 beschlossenen ersten Verfassung, der so genannten Verfassung von Tarnowo. 1884 wurde er im Amt als Metropolit von Tarnowo bestätigt.

### Ministerpräsident 1879 bis 1880 und 1886
Neben seiner Tätigkeit als Bischof begann Tarnowski ebenfalls gleich nach der Unabhängigkeit 1879 seine politische Laufbahn. Zunächst Mitglied der verfassungsgebenden Versammlung wurde er ebenfalls 1879 zum Abgeordneten der ersten Nationalversammlung gewählt.
Nur widerstrebend übernahm er am 6. Dezember 1879 auf Wunsch von Fürst Alexander I. nach dem Rücktritt von Todor Burmow das Amt des Ministerpräsidenten bis zur Durchführung von Neuwahlen am 5. April 1880. Insoweit war seine Regierung wegen der Mehrheiten im Parlament weitgehend inaktiv.
Nach dem Putsch vom 9. Augustjul. / 21. August 1886greg. wurde Tarnowski von den Putschisten zum Ministerpräsidenten und Regenten ernannt und sollte das durch die gezwungene Abdankung Alexanders I. entstandene Machtvakuum überbrücken. Er führte das Übergangskabinett allerdings nur drei Tage, bis er durch ein Gegenputsch durch Karawelow ersetzt wurde.

### Gegnerschaft zu Fürst FerdinandI.
Da völlig russophil und panslawisch eingestellt, lehnte Kliment Tarnowski, nach dem endgültigen Thronverzicht von Fürst Alexander am 7. September 1886, die Durchführung von Feiern und einer Messe zur Begrüßung des gewählten, neuen Fürsten Ferdinand I. ab, der – ohne Zustimmung der Mächte und damit auch Russlands – am 11. August 1887 nach Bulgarien kam.
Als Anhänger einer pro-russischen Politik war er ein starker Gegner der Außenpolitik von Ministerpräsident Stefan Stambolow und Alexanders Nachfolger, Fürst Ferdinand I., in den Jahren 1887 bis 1894, was zu starken repressiven Maßnahmen gegen ihn führte. Letztlich vertrieb Stambolow ihn aus Sofia, was zu seinem weitgehenden Machtverlust führte. Letztlich wurde er wegen seiner Kritik am Fürsten verhaftet.
Die neue Regierung unter Ministerpräsident Konstantin Stoilow entließ den Bischof im Juni 1894 aus der Internierung in dem Balkankloster von Gloschene und suchte mit der Landeskirche überhaupt bessere Beziehungen. Schließlich schloss er öffentlich einen Schein-Frieden mit Fürst Ferdinand I.
Aufgrund des Vertrauens Russlands war er jedoch im Sommer 1895 Leiter einer parlamentarischen Delegation in Sankt Petersburg zur Verbesserung der Beziehungen Bulgariens zum russischen Zarenreich. Diese erfolgreiche Mission führte im November 1896 zur Aufnahme offizieller Beziehungen. Auch wenn Fürst Ferdinand selbst Gegner dieser Beziehungen war, halfen sie ihm doch seine Macht als Fürst zu stärken.
Nach Konstantin Stoilow und Dimitar Grekow war Kliment Tarnowski der dritte ehemalige Ministerpräsident, der im Laufe des Jahres 1901 verstarb.

### Schriftsteller
Tarnowski war unter seinem bürgerlichen Namen Wasil Drumew auch als Schriftsteller tätig und gilt als Vater der bulgarischen Romanliteratur und Mitbegründer der Trivialliteratur. Mit Eine elende Familie (Нещастна фамилия) publizierte er 1860 in der Zeitschrift Bulgarische Büchlein (bulgarisch Български книжици Balgarski knischizi) die erste Kurzgeschichte der bulgarischen Literatur.
Zu seinen weiteren wichtigen Werken gehören:
- Student und Wohltäter oder Was eines anderen ist, ist eines anderen… (Ученик и благодетели...), 1864.
- Iwanko, der Mörder Asens des Ersten (Иванку, убиецът на Асеня I), Drama, 1872.

Am 26. September 1869 gehörte er in Brăila zu den Mitbegründern der Literarischen Gesellschaft, aus der 1911 die Bulgarische Akademie der Wissenschaften hervorging.